# Dicrolene nigricaudis
Dicrolene nigricaudis är en fiskart som först beskrevs av Alcock, 1891.  Dicrolene nigricaudis ingår i släktet Dicrolene och familjen Ophidiidae. Inga underarter finns listade i Catalogue of Life.